# 앙리 프레데릭 아미엘

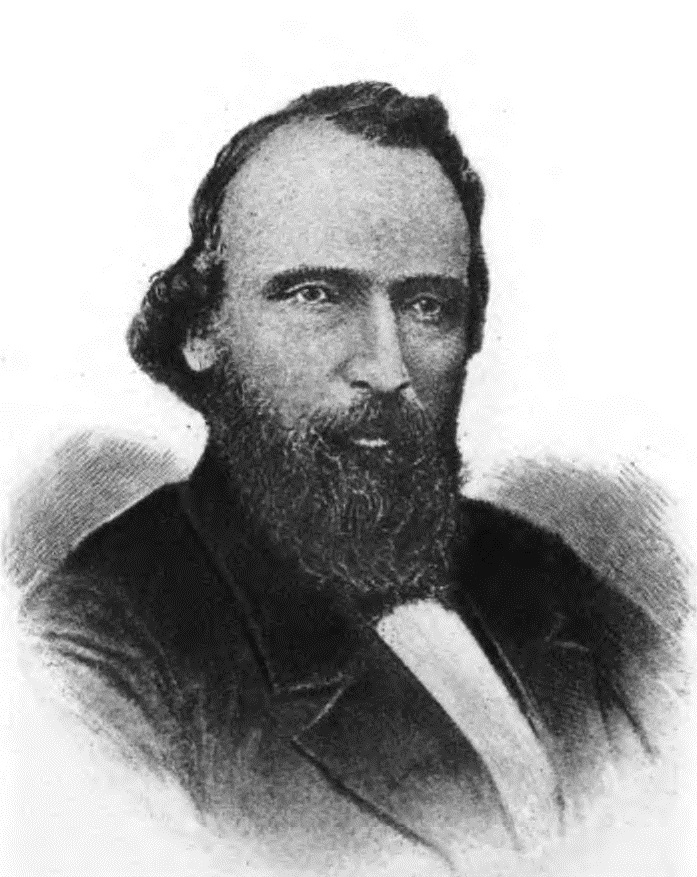

앙리 프레데릭 아미엘(프랑스어: Henri-Frédéric Amiel, 1821년 9월 27일 ~ 1881년 5월 11일)은 스위스계 프랑스 작가이다.
제네바에서 태어나 제네바 대학의 미학·철학 교수였으나 전문직의 업적은 평범하였고 생전에 출판된 시집도 거의 인정받지 못하였다. 오늘날에 와서야 사후에 햇빛을 본 방대한 <일기(日記)>(1883- 대부분이 미발표)만이 읽혀지고 있다. 날카로운 지성을 가지고 있으면서도 병적이라 할 만큼 겁쟁이었기 때문에 현실을 앞에 두고도 행동은 할 수 없어 자기 마음을 분석하여 자위한 기록이다.

## 같이 보기
- 매슈 아널드
- 월터 페이터